# Pave Clemens 10.
Pave Clemens 10. (13. juli 1590 – 22. juli 1676) var pave fra år 1670, hvor han blev valgt, frem til sin død i 1676.
| Efterfulgte: Clemens 9. 1667-1669 | Pave 1670-1676 | Efterfulgtes af: Innocens 11. 1676-1689 |

1. ↑  Navnet er anført på engelsk og stammer fra Wikidata hvor navnet endnu ikke findes på dansk.